# Más negro que la noche
Más negro que la noche es una película de terror sobrenatural mexicana de 1975, dirigida y escrita por Carlos Enrique Taboada. La cinta esta protagonizada por Claudia Islas, Susana Dosamantes, Helena Rojo, y Lucía Méndez.

## Argumento
Después de la muerte de la tía Susana, su sobrina Ofelia se convierte en heredera de la vieja casa con la condición de cuidar a la mascota de la tía, Becker un gato negro; Ofelia se muda a la casa junto a sus amigas Aurora, Pilar y Marta. Días después el gato aparece misteriosamente muerto en el sótano y cosas extrañas comienzan a suceder en la casa.

## Reparto[2]
- Claudia Islas .... Ofelia
- Susana Dosamantes .... Aurora
- Helena Rojo .... Pilar
- Lucía Méndez .... Marta
- Julián Pastor .... Pedro
- Alicia Palacios .... Sofía
- Pedro Armendáriz Jr. .... Roberto
- Tamara Garina .... Tía Susana
- Enrique Pontón .... Abogado

## Versiones
- La versión original fue lanzada el 25 de diciembre de 1975.[3]
- En 2014 se realizó una versión homónima, siendo la primera película mexicana realizada en 3D.[4]